# Physoconops costatus
Physoconops costatus är en tvåvingeart som först beskrevs av Fabricius 1805.  Physoconops costatus ingår i släktet Physoconops och familjen stekelflugor. Inga underarter finns listade i Catalogue of Life.